# Djävulsbilen
Djävulsbilen (originaltitel: The Car) är en amerikansk thriller från 1977 regisserad av Elliot Silverstein. Filmen handlar om en mystisk bil som terroriserar invånarna i en liten stad och kör ihjäl folk.
I filmen framgår aldrig vem som kör bilen, eller om det ens är en mänsklig varelse som kör bilen eller någon demon eller liknande. Det framgår att bilen inte kommer in på områden vid kyrkor eller andra heliga områden. Bilen jagar människor i syfte att döda.